# Emilio Ramon Ejercito

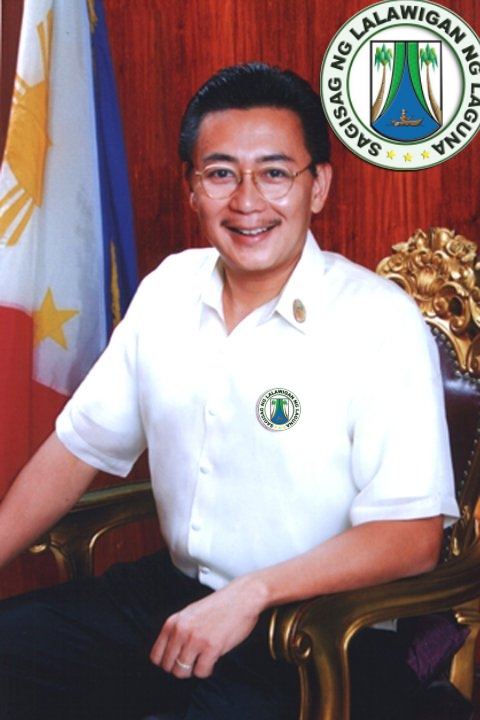
Emilio Ramon Ejercito

Emilio Ramon Pelayo Ejercito (Pagsanjan, 5 oktober 1963), beter bekend als ER Ejercito of onder zijn artiestennaam Jorge Estregan is een Filipijns acteur en politicus.

## Biografie
Emilio Ramon Ejercito werd geboren op 5 oktober 1963 in Pagsanjan in de Filipijnse provincie Laguna. Zijn ouders waren Ramona Pelayo en acteur Jorge Marcelo Ejercito. Na zijn lagere - en middelbareschoolopleiding aan La Salle Green Hills behaalde hij in 1985 een bachelor-diploma Marketing en Visuele Communicatie aan de University of the Philippines. In datzelfde jaar begon ook zijn carrière als acteur. Hij speelde een rol in de televisieserie Heredero en kreeg ook rollen in diverse Filipijnse films. Tot de beginjaren 2000 speelde hij in enkele tientallen speelfilms. Van 1996 tot 1999 was hij bovendien presentator van IBC Headliners, een nieuwsprogramma van het voormalige televisiestation IBC.
Bij de verkiezingen van 2001 werd Ejercito gekozen tot burgemeester van zijn geboorteplaats Paganjan. In 2004 en 2007 werd hij herkozen. Na zijn derde en dus laatste opeenvolgende termijn stelde hij zich bij de verkiezingen van 2010 verkiesbaar als gouverneur van de provincie Laguna. Hij won de verkiezingen en werd drie jaar later herkozen. Eind september 2013 maakte de Filipijnse kiescommissie echter bekend dat Ejercito vanwege overschrijding van de maximaal toelaatbare uitgaven voor de verkiezingscampagne werd gediskwalificeerd. Ejercito verklaarde daarop in beroep te zullen gaan. In november 2014 wees het Hooggerechtshof van de Filipijnen zijn beroep echter af.
Ejercito is getrouwd met actrice en burgemeester van Pagsanjan Maita Sanchez. Ze kregen vier kinderen: Eric Ejercito, Jet Ejercito, Jerico Ejercito en Julia Ejercito. Ejercito is een neef van voormalig Filipijns president Joseph Estrada

### Televisie
- Heredero (1985-1987)
- IBC Headliners (1996–1999) --- news anchor

### Filmografie
- Mga Paru-Parrong Bukid (1985) - Senen's broer
- Haunted House (1985)
- Bagets Gang (1986)
- Dongalo Massacre (1986)
- Humanda Ka, Ikaw Ang Sumuko (1987)
- Boy Tornado (1987) - Boy's vriend
- Alex Boncayao Brigade (1988)
- Alega Gang: Public Enemy No. 1 of Cebu (1988)
- Ambush (1988)
- Kumander Dante (1988)
- Lost Command (1988)
- Pepeng Kuryente (1988) - de jonge Richard
- Hatulan: Bilibid Boys (1989)
- Isang Bala Isang Buhay (1989) - Ex-commando
- Bala... Dapat Kay Cris Cuenca: Public Enemy no. 1 (1989)
- Moises Platon (1989)
- Captain Jaylo: Batas Sa Batas (1989) - Dodong Sanggano
- Gapos Gang (1989)
- Kakampi Ko Ang Diyos (1990)
- Asiong Salonga Ikalawang Aklat (1990)
- Urbanito Dizon: The Most Notorious Gangster in Luzon (1990) - Apache Gang Member
- Ibabaon Kita sa Lupa (1990)
- Hanggang Saan ang Tapang Mo? (1990) Greg
- Hukom. 45 (1990)
- Hulihin si... Boy Amores (1990)
- Alyas Pogi: Birador ng Nueva Ecija (1990)
- Inosente (1990)
- Leon ng Maynila, Lt. Col. Romeo Maganto (1991)
- OXO vs Sigue-Sigue (1991)
- Eddie Tagalog: Pulis Makati (1992)
- Manila Boy (1993)
- Sala Sa Init, Sala Sa Lamig (1993) - Drug Pusher
- Manchichirichit (1993)
- Epimaco Velasco: NBI (1994) Big-4 Man
- The Four Stooges (1995) - Stanley
- Kristo (1996) Mateo
- Batang Z (1996) - Dr. Zyke
- Suicide Rangers (1996)
- Seth Corteza (1996)
- Balawis (1996)
- Ang Titser Kong Pogi (1996) - Emilio
- Bossing (1996)
- Extranghero (1997) - Dr. Ivan
- Pag-Ibig Ko Sa Iyo'y Totoo (1997) Mr. Diaz's zoon
- Babasaging Kristal (1997)
- Yes Darling: Walang Matigas na Pulis 2 (1997) Kidnapper
- Tuloy! Bukas ang Pinto! (1998)
- Ang Maton at ang Showgirl (1998) - Valdez
- Pakawalang Puso (1998)
- Birador (1998)
- Jesus Salonga, alyas Boy Indian (1998)
- Cariño Brutal (1998)
- Notoryus (1998)
- Tulak ng Bibig, Kabig ng Dibdib (1998)
- Hiwaga ng Panday (1998)
- Type Kita... Walang Kokontra! (1999) - Tong
- Mamang Shotgun (1999) Wilfredo
- Abel Villarama: Armado (1999)
- Emilio Aguinaldo (2000) - Emilio Aguinaldo
- Makamandag na Bala (2000)
- Huwag Mong Takasan ang Batas (2002)
- Ang Panday (2009)- Apoykatawan
- Si Agimat at Si Enteng Kabisote (2010) - Ragat
- Manila Kingpin: The Asiong Salonga Story (2011) - Nicasio "Asiong" Salonga
- El Presidente : General Emilio Aguinaldo Story (2012) - Emilio Aguinaldo
- Boy Golden (2013) - Arturo "Boy Golden" Porcuna Bekroond met de FAMAS Award voor beste acteur 2014
- Magnum Muslim .357 (2014) - Lt Jamal